# Federazione di rugby a 15 delle Bahamas
La Federazione Rugby XV delle Bahamas (in inglese Bahamas Rugby Football Union) è l'organo che governa il rugby a 15 nelle Bahamas.
Affiliata a World Rugby, è inclusa fra le nazionali di terzo livello senza esperienze di Coppa del Mondo.